# HD 50554 b
HD 50554 b é um planeta extrassolar que orbita a estrela de classe F da sequência principal HD 50554, localizada a 98 anos-luz (29,9 parsecs) da Terra na constelação de Gemini. Foi descoberto em 2001 por Fischer et al, que usou espectroscopia Doppler para medir a oscilação da estrela causada pela interação gravitacional com o planeta. É um gigante gasoso com uma massa mínima de 4,46 massas de Júpiter. Orbita a estrela em uma órbita moderadamente excêntrica com um semieixo maior de 2,28 UA (228% da distância entre a Terra e o Sol) e um período de 1 224 dias (3,25 anos).